# Parfait Ndong
Parfait Justé Nguema Ndong (ur. 23 lipca 1971 w Ndjolé) – gaboński piłkarz grający na pozycji obrońcy. W swojej karierze rozegrał 22 mecze w reprezentacji Gabonu.

## Kariera klubowa
Swoją karierę piłkarską Ndong rozpoczął w klubie Petrosport FC. W 1992 roku zadebiutował w jego barwach w pierwszej lidze gabońskiej. W 1993 roku odszedł z niego do klubu Mbilinga FC. Grał w nim w latach 1993-1994.
W 1994 roku Ndong wyjechał do Portugalii i w sezonie 1994/1995 występował w drugoligowej Amorze FC. W sezonie 1995/1996 był piłkarzem trzecioligowego FC Maia. W latach 1996–1997 grał w GD Chaves, w pierwszej lidze portugalskiej. Na początku 1998 odszedł z niego do drugoligowego FC Penafiel, który był jego ostatnim klubem w karierze.
| Sezon   | Klub          | Kraj       | Rozgrywki            | Mecze | Bramki |
| ------- | ------------- | ---------- | -------------------- | ----- | ------ |
| 1989/90 | Petrosport FC | Gabon      | Championnat National | ?     | ?      |
| 1990/91 | Petrosport FC | Gabon      | Championnat National | ?     | ?      |
| 1991/92 | Petrosport FC | Gabon      | Championnat National | ?     | ?      |
| 1993    | Mbilinga FC   | Gabon      | Championnat National | ?     | ?      |
| 1994    | Mbilinga FC   | Gabon      | Championnat National | ?     | ?      |
| 1994/95 | Amora FC      | Portugalia | Segunda Liga         | 21    | 1      |
| 1995/96 | FC Maia       | Portugalia | Segunda Divisão      | 22    | 1      |
| 1996/97 | GD Chaves     | Portugalia | Primeira Liga        | 10    | 0      |
| 1997/98 | GD Chaves     | Portugalia | Primeira Liga        | 7     | 1      |
| 1997/98 | FC Penafiel   | Portugalia | Segunda Liga         | 2     | 0      |

## Kariera reprezentacyjna
W reprezentacji Gabonu Ndong zadebiutował 30 sierpnia 1992 w wygranym 3:1 meczu kwalifikacji do Pucharu Narodów Afryki 1994 z Nigrem, rozegranym w Niamey. W 1994 roku powołano go do kadry na Puchar Narodów Afryki 1994. Na tym turnieju rozegrał dwa mecze: grupowe z Nigerią (0:3) i z Egiptem (0:4). Od 1992 do 1997 rozegrał w kadrze narodowej 22 mecze.